# Les Cinq Sens (Stoskopff)
Pour les articles homonymes, voir Les Cinq Sens (homonymie).
Les Cinq Sens, également connu sous le nom L'Été, est une peinture à l'huile, signée et datée  de 1633, de Sébastien Stoskopff. Elle a été réalisée au plus fort du séjour de l'artiste à Paris de 1621 à 1639/1641. Elle se trouve aujourd'hui au musée de l'Œuvre Notre-Dame avec son pendant légèrement plus large Les Quatre Éléments ou L'Hiver.

## Analyse
Les Cinq Sens sont considérés comme le chef-d'œuvre de Stoskopff, avec sa Grande Vanité, une œuvre de conception très différente. L'homme politique, peintre et écrivain Robert Heitz déclare dans son livre de 1975 sur l'histoire de la peinture en Alsace que Les Cinq Sens surpassent en audace la Grande Vanité et que seul Johannes Vermeer, quelques décennies plus tard, retrouvera une telle harmonie dans la reconstruction du réel (« Le seul Vermeer, trente ou quarante ans plus tard, parviendra à cette reconstruction harmonieuse de la réalité »). 
La jeune femme du tableau, étrangement immobile et peu attirante, rappelle à Heitz Piero della Francesca, ou Paul Delvaux. Elle est picturalement traitée de la même manière que les objets qui l'entourent, comme si elle était tout aussi inanimée, et faisant partie de la nature morte,.

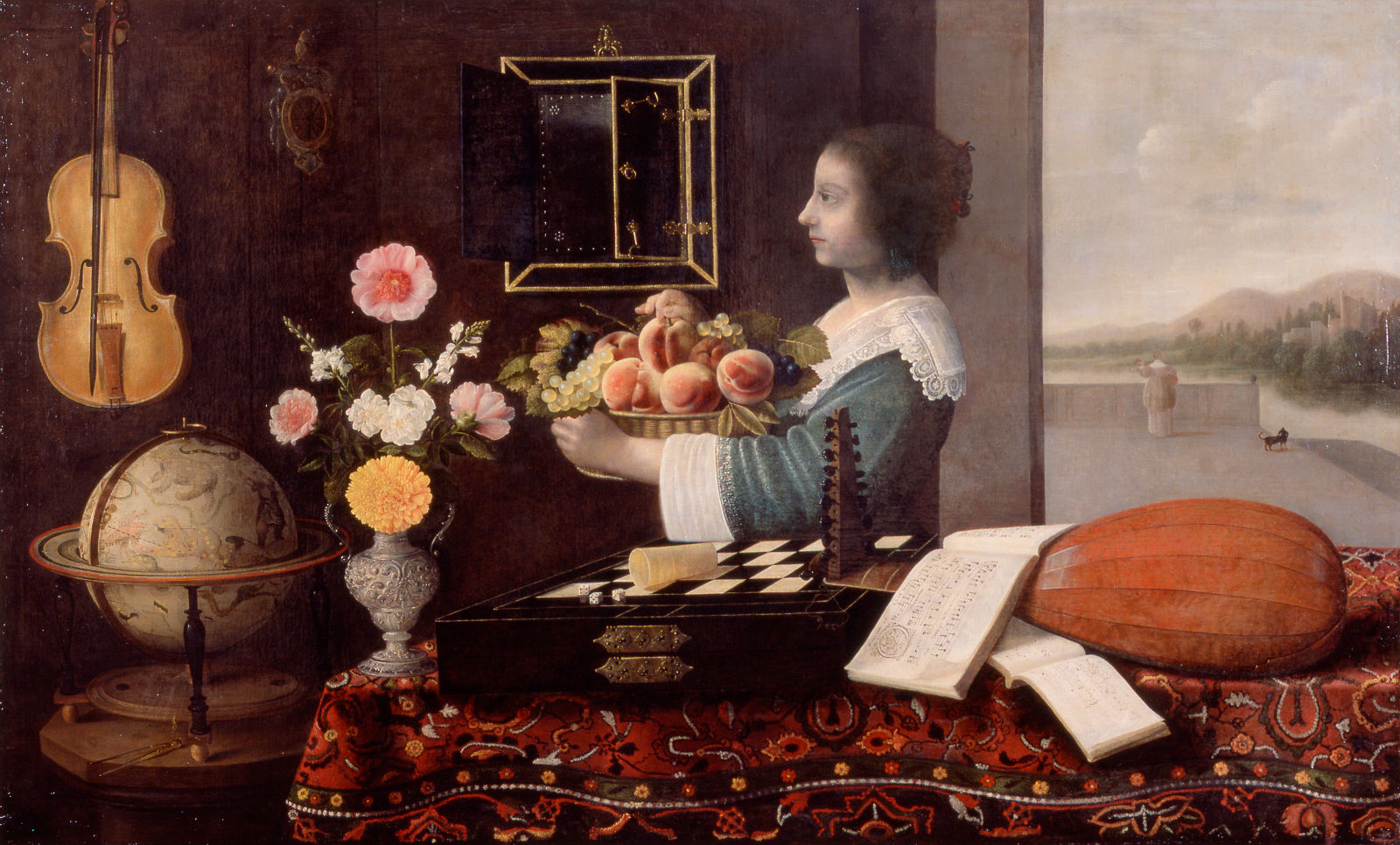
Une autre reproduction, avec un jeu de couleurs différent.
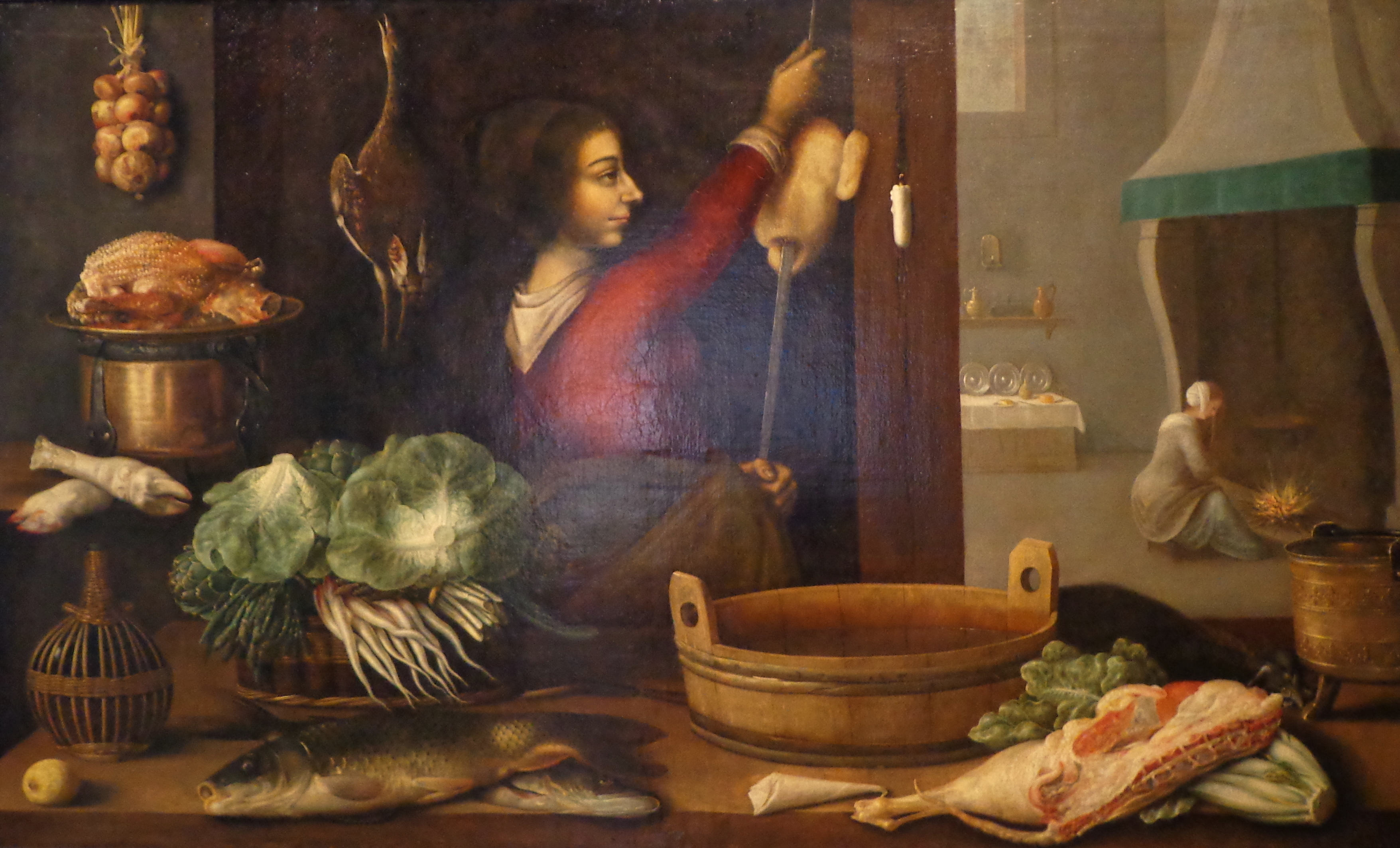
Les Quatre Éléments ou L'Hiver, pendant du tableau.